# 闇鍋音楽祭
闇鍋音楽祭は、ソウル・フラワー・ユニオンが毎年3月に開催する、ゲスト・バンドを呼ぶイベント。
現在までに、DOBERMAN、CLOVERS、SAKEROCK、YOUR SONG IS GOOD、赤犬、The Miceteeth、ミドリ 、曽我部恵一BAND、騒音寺、サカキマンゴー＆Limba Train Sound System、ハンバート ハンバート、ズボンズ、neco眠る、踊ろうマチルダ、Dachanbo、勝手にしやがれ、七尾旅人、THE NEATBEATS、カーネーション、バンバンバザール、トモフスキー、イナズマ戦隊、ロホレガロ、浦朋恵＆ザ・ロッキンバリトーンズ、イースタンユース、BiS、非常階段、BRAHMAN、奇妙礼太郎トラベルスイング楽団、シーナ&ロケッツ、T字路s、二階堂和美、大森靖子、台風クラブ、怒髪天、タートルアイランド、亜無亜危異などが出演している。